# Miguel Fernandes Vieira
Miguel Fernandes Vieira (Saboeiro, 13 de janeiro de 1816 - Rio de Janeiro, 6 de agosto de 1862) foi um juiz, jornalista e político brasileiro. Após eleger-se deputado-geral em cinco legislaturas, foi escolhido para assumir o posto de Senador, em 9 de abril de 1862, que ocupou somente por 66 dias, em virtude de sua morte. Era Comendador da Imperial Ordem da Rosa e Cavaleiro da Ordem de Cristo.

## Biografia
Era o segundo dos treze filhos de Francisco Fernandes Vieira, barão e visconde do Icó, e de Ana Angélica Braga Fernandes Vieira. Dentre seus irmãos, está o magistrado e político Manuel Fernandes Vieira, Ana e Senhorinha Fernandes Vieira, primeira e segunda esposas, respectivamente, de Gonçalo Batista Vieira, barão de Aquiraz (que posteriormente tomaria como 3ª esoposa a viúva de Miguel).
Bacharelou-se em Direito pela Faculdade de Direito de Olinda, em 1837, na mesma turma de Francisco de Assis Bezerra de Menezes, Manuel Teófilo Gaspar de Oliveira e Pedro Pereira da Silva Guimarães.
Em 1840, prestou serviços às comarcas de Granja, Sobral e Fortaleza e, em setembro deste ano, fundou o jornal Pedro II, órgão do Partido Conservador, que substituiu o Dezesseis de Dezembro. Em 8 de dezembro de 1841, assumiu o cargo de Chefe de Polícia do Ceará (que corresponde ao atual Secretário de Segurança Pública), sendo o primeiro a ocupá-lo.
Foi eleito pela primeira vez à deputado-geral da província na legislatura de 1843 a 1844. Em 1845, retornou à Chefatura de Polícia da província, até se reeleger em 1850, permanecendo na Assembleia Geral até 1862, quando foi nomeado senador do Império.
Morreu aos 46 anos de idade, menos de um mês depois de seu pai, e seu corpo foi sepultado no Cemitério São João Batista, em Fortaleza.
Deixou viúva Ana Angelina Borges de Oliveira, que veio a se tornar baronesa de Aquiraz por seu segundo casamento, com Gonçalo Batista Vieira, viúvo de duas irmãs de Miguel, que também assumiu a liderança do Partido Conservador na província.
Em 1883, a antiga residência do senador, na esquina da rua Senador Pompeu nº 548 e Senador Alencar, no centro de Fortaleza, foi adquirida pelo governo imperial para a Tesouraria da Fazenda e, depois, serviu por muitos anos como sede da Delegacia Fiscal. Lá funcionou também a Justiça Federal, o Tribunal de Contas, a Justiça do Trabalho (interinamente) e a Caixa Econômica Federal. O prédio foi reformado e adaptado para o Arquivo Público em 1993.